# Гамма Центавра
Гамма Центавра (γ Cen, γ Centauri) — звезда в созвездии Центавра. Имеет собственное имя Мулифан, арабского происхождения (не путать с Мулифеном, Гаммой Большого Пса, корни названий общие). Четвёртая по яркости звезда в созвездии (после Альфы Центавра, Хадара и Менкента).
Гамма Центавра — двойная звезда, удалённая на расстоянии 130 световых лет от Земли, состоящей из двух звёзд спектрального класса A0, с видимым блеском в +2,9m каждая, суммарный видимый блеск составляет 2,2m. Угловое расстояние между звёздами составляет 0,86 угловой секунды, поэтому для разделения их визуально необходим телескоп с диаметром объектива, по крайней мере, 15 сантиметров. Орбитальный период между звёздами составляет 83 года. Расстояние между компонентами примерно составляет 34 а. е.